# Gayam (Kendal)
Gayam is een bestuurslaag in het regentschap Ngawi van de provincie Oost-Java, Indonesië. Gayam telt 2546 inwoners (volkstelling 2010).